# ماهیچه کوتاه خم‌کننده انگشت کوچک پا
ماهیچه کوتاه خم‌کننده انگشت کوچک پا (انگلیسی: Flexor digiti minimi brevis muscle) کار خم کردن (فلکشن) مفصل استخوان پنجم کف پا با بند اول انگشت کوچک پا را بر عهده دارد.
خاستگاه آن استخوان پنجم کف پا و پیوندگاهش سطح بیرونی اولین انگشت کوچک پا است.
عصب‌گیری آن از عصب خارجی کف‌پایی است.